# Morro Santana (Porto Alegre)
O bairro Morro Santana está localizado na zona leste de Porto Alegre, no estado do Rio Grande do Sul, Brasil. Ele é um bairro predominantemente residencial, mas também apresenta algumas áreas comerciais e de serviços. Em 2019 o bairro contava com:  19.338 habitantes, distribuídos por seus 574,5 hectáres, com uma densidade populacional de 3.336,05 hab./km². A taxa de analfabetismo do bairro era de 2.04%, menor que o índice geral de Porto Alegre que era de 3,86%. A renda média era de 3,09 salários mínimos por domicílio. O bairro faz parte da região de planejamento 4 - leste e nordeste.
O Morro Santana é um bairro com uma história ligada ao desenvolvimento da zona leste de Porto Alegre, com um crescimento populacional contínuo ao longo das últimas décadas. O nome "Morro Santana" reflete a característica geográfica do bairro, com áreas elevadas. E em específico o maior morro da cidade de Porto Alegre, o próprio Morro Santana, em partes localizado no bairro.
O Morro Santana é bem servido em termos de infraestrutura urbana mesmo sofrendo um processo inicial de segregação. O bairro possui uma boa oferta de transporte coletivo, com linhas de ônibus que conectam a região a outros pontos da cidade, os principais em sua cor verde ou amarela. O bairro conta com algumas escolas de ensino fundamental e infantil, e fica relativamente próximo de outras instituições educacionais em bairros vizinhos.

## Infraestrutura e características socioeconômicas
O bairro Morro Santana possui uma população predominantemente de classe média e baixa. A desigualdade socioeconômica é uma característica marcante da região, com uma grande parte da população enfrentando dificuldades no acesso a serviços públicos, como saúde, educação e transporte. Muitos moradores dependem de pequenos comércios locais e do trabalho informal como principais fontes de renda. Esta desigualdade é revelada com as melhores condições presentes para os moradores da parte baixa do bairro (próximo a Avenida Protásio Alves) e as piores para moradores da encosta do morro, que além de enfrentar desafios para acesso a serviços, também causa um risco de deslizamentos em épocas de chuvas.
O bairro sofre com o isolamento em relação ao restante da cidade devido à sua topografia acidentada, que dificulta a construção de vias de acesso mais diretas. A mobilidade urbana no bairro é um dos maiores desafios, pois, embora existam algumas linhas de ônibus, elas não são suficientes para atender à demanda de uma população crescente. O transporte coletivo enfrenta problemas de acessibilidade e congestionamento nas vias principais, como a Avenida Protásio Alves, que conecta o bairro ao centro da cidade. Muitos moradores dependem de transporte individual, o que resulta em maior tráfego e emissões de poluentes.
O saneamento básico é um ponto crítico do bairro. Apesar de alguns avanços, muitas áreas do Morro Santana ainda não possuem acesso completo a rede de esgoto e abastecimento de água tratada. Além disso, o sistema de drenagem não é adequado para suportar grandes volumes de chuva, o que resulta em alagamentos em algumas partes do bairro. A melhoria desses serviços é um ponto de atenção para a gestão pública local.

## Morro Santana
O Morro Santana é um dos pontos mais altos de Porto Alegre e tem grande relevância histórica e cultural para a cidade, e por isto, da o nome ao bairro. No passado, o Morro Santana foi palco de diversos eventos significativos, incluindo confrontos durante as Revolução Farroupilha. Durante esses confrontos, o morro e suas proximidades foram usados como pontos de observação e defesa devido à sua posição elevada.
A pedreira do Morro Santana tem grande importância para a história da cidade, pois foi uma das maiores fontes de extração de pedras para construção em Porto Alegre. A extração de pedras no morro começou no século XIX, e a pedreira foi fundamental para a construção de diversos edifícios e infraestrutura da cidade, incluindo a construção de ruas, praças e outros monumentos. 

Hoje, o Morro Santana e sua pedreira fazem parte de um patrimônio ambiental que a Universidade Federal do Rio Grande do Sul e  tem se empenhado em preservar. Além de ser um local de interesse para os estudos acadêmicos, o morro é utilizado por alunos, professores e a comunidade para atividades de lazer, como caminhadas e observação da natureza. O morro também possui mirantes que oferecem uma vista panorâmica da cidade de Porto Alegre. O local também habita o Observatório Astronômico do Morro Santana, também de propriedade da Universidade Federal do Rio Grande do Sul.